# Mine de Bikita
La mine de Bikita est une mine à ciel ouvert de lithium située au Zimbabwe, dans la province de Masvingo, au sud-est du pays. Le Zimbabwe possède les plus importantes réserves de lithium d'Afrique ; Bikita est le site principal : la réserve de minerai de lithium est estimée à 11 millions de tonnes, ce qui en fait une des plus grandes du monde ; la roche constituant la source de lithium y est principalement de la pétalite, parfois associée à de la bikitaite, aluminosilicate de lithium découvert à Bikita.

## Histoire
La mine de Bikita est exploitée depuis 1950.
La mine a été rachetée en 2022 par le groupe chinois Sinomine Resource Group. Avec l'achat en 2022 d'Arcadia, une autre mine de lithium au Zimbabwe, par le chinois Zhejiang Huayou Cobalt, cette opération fait partie de la politique menée par la Chine pour sécuriser ses approvisionnements en lithium par des acquisitions à travers le monde.